# Alexander Hamilton (marin)
Alexander Hamilton (né avant 1688 et mort en 1733 ou après) était un capitaine de navire, un corsaire et un marchand d'origine écossaise. 
Pendant ses plus jeunes années, il voyagea à travers l'Europe, la Côte des Barbaresques, les Caraïbes, l'Inde et l'Asie du Sud-Est. À son arrivée à Bombay en 1688, il fut conduit à travailler pour la Compagnie anglaise des Indes orientales dans une guerre civile, puis il s'installa en tant que marchand particulier du pays, opérant de Surat. Il fut nommé commandant de la marine de Bombay en juin 1717, dans laquelle il perdit sa réputation de pirate.
La principale source d'informations qui existe sur Hamilton est son propre livre, un nouveau rapport des Indes de l'Est (A New Account of the East Indies) (1727). Le mémoire a couvert une plus grande zone géographique qu'aujourd'hui- 'la plupart des pays et des îles du commerce et de la navigation, entre le Cap de Bonne-Espérance et l'île du Japon.